# Jacob Bruun Larsen
Jacob Bruun Larsen (Kongens Lyngby, 19 settembre 1998) è un calciatore danese, attaccante del Burnley e della nazionale danese.
Nell'estate del 2019 viene indicato dall'UEFA come uno dei 50 giovani più promettenti per la stagione 2019-2020.

## Carriera

### Club
Proveniente dai danesi del Lyngby, viene acquistato dal Borussia Dortmund nell'estate 2015.
Nella stagione 2018-2019 realizza il suo primo gol in Bundesliga contro il Norimberga partita vinta per 7-0 dal Borussia Dortmund. In quella partita realizzò anche il suo primo assist, fornendo un passaggio millimetrico a Marco Reus. Il 31 gennaio 2020 viene ceduto all'Hoffenheim per 9 milioni di euro.

### Nazionale
Ha rappresentato la nazionale danese alle Olimpiadi del 2016, dove ha collezionato 4 presenze.
Il 12 novembre 2021 realizza la sua prima rete in nazionale maggiore nel successo per 3-1 contro le Fær Øer.

## Statistiche

### Presenze e reti nei club
Statistiche aggiornate al 3 marzo 2025.
| Stagione                 | Squadra                  | Campionato               | Campionato | Campionato | Coppe nazionali | Coppe nazionali | Coppe nazionali | Coppe continentali | Coppe continentali | Coppe continentali | Altre coppe | Altre coppe | Altre coppe | Totale | Totale |
| Stagione                 | Squadra                  | Comp                     | Pres       | Reti       | Comp            | Pres            | Reti            | Comp               | Pres               | Reti               | Comp        | Pres        | Reti        | Pres   | Reti   |
| ------------------------ | ------------------------ | ------------------------ | ---------- | ---------- | --------------- | --------------- | --------------- | ------------------ | ------------------ | ------------------ | ----------- | ----------- | ----------- | ------ | ------ |
| 2016-2017                | Borussia Dortmund        | BL                       | 0          | 0          | CG              | 1               | 0               | UCL                | 0                  | 0                  | SG          | 0           | 0           | 1      | 0      |
| 2017-gen. 2018           | Borussia Dortmund        | BL                       | 1          | 0          | CG              | 0               | 0               | UCL                | 0                  | 0                  | SG          | 0           | 0           | 5      | 0      |
| gen.-giu. 2018           | Stoccarda                | BL                       | 4          | 0          | CG              | 0               | 0               | -                  | -                  | -                  | -           | 0           | 0           | 4      | 0      |
| 2018-2019                | Borussia Dortmund        | BL                       | 24         | 2          | CG              | 1               | 0               | UCL                | 5                  | 1                  | -           | -           | -           | 30     | 3      |
| 2019-gen. 2020           | Borussia Dortmund        | BL                       | 4          | 0          | CG              | 2               | 0               | UCL                | 2                  | 0                  | SG          | 1           | 0           | 9      | 0      |
| Totale Borussia Dortmund | Totale Borussia Dortmund | Totale Borussia Dortmund | 29         | 2          |                 | 4               | 0               |                    | 7                  | 1                  |             | 1           | 0           | 45     | 3      |
| gen.-giu. 2020           | Hoffenheim               | BL                       | 11         | 0          | CG              | 1               | 0               | -                  | -                  | -                  | -           | -           | -           | 12     | 0      |
| 2020-gen. 2021           | Hoffenheim               | BL                       | 2          | 0          | CG              | 0               | 0               | UEL                | 1                  | 0                  | -           | -           | -           | 3      | 0      |
| gen.-giu. 2021           | Anderlecht               | PL                       | 9+6        | 0+2        | CB              | 4               | 0               | -                  | -                  | -                  | -           | -           | -           | 19     | 2      |
| 2021-2022                | Hoffenheim               | BL                       | 25         | 4          | CG              | 3               | 1               | -                  | -                  | -                  | -           | -           | -           | 28     | 5      |
| 2022-2023                | Hoffenheim               | BL                       | 12         | 1          | CG              | 2               | 0               | -                  | -                  | -                  | -           | -           | -           | 14     | 1      |
| 2023-2024                | Burnley                  | PL                       | 32         | 6          | FACup+CdL       | 1+3             | 0+1             | -                  | -                  | -                  | -           | -           | -           | 36     | 7      |
| 2024-gen. 2025           | Hoffenheim               | BL                       | 12         | 2          | CG              | 2               | 0               | UEL                | 5                  | 0                  |             | -           | -           | 19     | 2      |
| Totale Hoffenheim        | Totale Hoffenheim        | Totale Hoffenheim        | 62         | 7          |                 | 8               | 1               |                    | 6                  | 0                  |             | -           | -           | 76     | 8      |
| gen.-giu. 2025           | Stoccarda                | BL                       | 7          | 1          | CG              | 1               | 0               | UCL                | -                  | -                  |             | -           | -           | 8      | 1      |
| Totale Stoccarda         | Totale Stoccarda         | Totale Stoccarda         | 11         | 1          |                 | 1               | 0               |                    |                    |                    |             |             |             | 12     | 1      |
| Totale carriera          | Totale carriera          | Totale carriera          | 149        | 18         |                 | 21              | 2               |                    | 13                 | 1                  |             | 1           | 0           | 188    | 21     |

### Cronologia presenze e reti in nazionale
| Cronologia completa delle presenze e delle reti in nazionale ― Danimarca | Cronologia completa delle presenze e delle reti in nazionale ― Danimarca | Cronologia completa delle presenze e delle reti in nazionale ― Danimarca | Cronologia completa delle presenze e delle reti in nazionale ― Danimarca | Cronologia completa delle presenze e delle reti in nazionale ― Danimarca | Cronologia completa delle presenze e delle reti in nazionale ― Danimarca | Cronologia completa delle presenze e delle reti in nazionale ― Danimarca | Cronologia completa delle presenze e delle reti in nazionale ― Danimarca |
| Data                                                                     | Città                                                                    | In casa                                                                  | Risultato                                                                | Ospiti                                                                   | Competizione                                                             | Reti                                                                     | Note                                                                     |
| ------------------------------------------------------------------------ | ------------------------------------------------------------------------ | ------------------------------------------------------------------------ | ------------------------------------------------------------------------ | ------------------------------------------------------------------------ | ------------------------------------------------------------------------ | ------------------------------------------------------------------------ | ------------------------------------------------------------------------ |
| 21-3-2019                                                                | Pristina                                                                 | Kosovo                                                                   | 2 – 2                                                                    | Danimarca                                                                | Amichevole                                                               | -                                                                        | 77’                                                                      |
| 4-9-2021                                                                 | Tórshavn                                                                 | Fær Øer                                                                  | 0 – 1                                                                    | Danimarca                                                                | Qual. Mondiali 2022                                                      | -                                                                        | 53’                                                                      |
| 12-11-2021                                                               | Copenaghen                                                               | Danimarca                                                                | 3 – 1                                                                    | Fær Øer                                                                  | Qual. Mondiali 2022                                                      | 1                                                                        | 57’                                                                      |
| 15-11-2021                                                               | Glasgow                                                                  | Scozia                                                                   | 2 – 0                                                                    | Danimarca                                                                | Qual. Mondiali 2022                                                      | -                                                                        | 56’                                                                      |
| 26-3-2022                                                                | Amsterdam                                                                | Paesi Bassi                                                              | 4 – 2                                                                    | Danimarca                                                                | Amichevole                                                               | -                                                                        | 77’                                                                      |
| 29-3-2022                                                                | Copenaghen                                                               | Danimarca                                                                | 3 – 0                                                                    | Serbia                                                                   | Amichevole                                                               | -                                                                        | 56’                                                                      |
| 29-6-2024                                                                | Dortmund                                                                 | Germania                                                                 | 2 – 0                                                                    | Danimarca                                                                | Euro 2024 - Ottavi di finale                                             | -                                                                        | 81’                                                                      |
| Totale                                                                   |                                                                          | Presenze                                                                 | 7                                                                        |                                                                          | Reti                                                                     | 1                                                                        |                                                                          |

## Palmarès

### Club

#### Competizioni nazionali
- Coppa di Germania: 2

Borussia Dortmund: 2016-2017
Stoccarda: 2024-2025
- Supercoppa di Germania: 1

Borussia Dortmund: 2019

### Individuale
- Squadra del torneo degli Europei Under-21: 1

Ungheria-Slovenia 2021